# Dereferencja
Dereferencja – zamiana referencji lub wskaźnika (identyfikatora obiektu lub adresu zmiennej) na wartość przechowywaną wewnątrz tego obiektu lub tej zmiennej. W większości języków programowania operator dereferencji nie występuje jawnie, lecz jest implikowany przez inne operatory, np. w wyrażeniu X+1 referencja do zmiennej X zostaje automatycznie zamieniona na wartość przechowywaną wewnątrz tej zmiennej z powodu kontekstu (którym jest operator +). W  programowaniu obiektowym pojęcie dereferencji wymaga zdefiniowania pojęcia wartości obiektu, co rodzi pewne problemy semantyczne.